# Moclips (Washington)
Moclips es un lugar designado por el censo (en inglés, census-designated place, CDP) situado en el condado de Grays Harbor, en el estado de Washington, Estados Unidos. Según el censo de 2020, tiene una población de 211 habitantes.

## Geografía
La localidad está ubicada en las coordenadas 47°13′46″N 124°11′54″O / 47.22944, -124.19833 (47.229431, -124.198456).

## Demografía
Según la estimación 2018-2022 de la Oficina del Censo, no hay personas por debajo de la línea de pobreza en la localidad.